# Erik Baška
Erik Baška (12 de gener de 1994) és un ciclista eslovac, professional des del 2013 i actualment a l'equip Bora-Hansgrohe. S'ha proclamat campió nacional i d'Europa en categoria sub-23.

## Palmarès
- 2014
  - 1r al Visegrad 4 Bicycle Race-GP Polski Via Odra
  - 1r al Central European Tour: Košice-Miskolc
  - 1r al Central European Tour: Isaszeg-Budapest
- 2015
  -  Campió d'Europa sub-23 en Ruta
  -  Campió d'Eslovàquia sub-23 en ruta
  -  Campió d'Eslovàquia sub-23 en contrarellotge
  - 1r a la Puchar Ministra Obrony Narodowej
  - Vencedor d'una etapa a la Carpathia Couriers Path
  - Vencedor d'una etapa al Tour de Berlin
- 2016
  - 1r al Handzame Classic